# Porta Pertusa
Porta Pertusa è una porta cittadina nelle Mura leonine di Roma.
È strutturata su tre aperture: due accessi secondari posti ai lati del portale principale, contornato da un maestoso bugnato. Attualmente è murata, e si trova su viale Vaticano, vicino alla via omonima, in corrispondenza del torrione di San Giovanni (restaurato da papa Giovanni XXIII che vi risiedette negli ultimi tempi del suo pontificato) che costituisce il baluardo sud-occidentale delle originali mura leonine.
L'epoca di edificazione, come anche per la porta Cavalleggeri, è alquanto controversa. Come l'altra, sembra dover risalire al tempo del rientro dei papi dalla cattività avignonese, quindi verso la fine del XIV secolo, quando i pontefici, di ritorno a Roma da Avignone con un consistente seguito, fissarono definitivamente la loro dimora in Vaticano (abbandonando la precedente residenza del Laterano) e le tre aperture delle mura leonine si rivelarono insufficienti a soddisfare le esigenze del conseguente incremento demografico ed edilizio. Venne aperta forando le mura originarie, da cui il nome, e sembra dovesse servire solo per un utilizzo da parte della Curia e non per il traffico cittadino. Stefano Piale, basandosi sul fatto che non ne esistono menzioni precedenti all'umanista Flavio Biondo, ritiene che fu aperta dall'antipapa Giovanni XXIII, facendola quindi risalire al primo quarto del XV secolo. Di contro, potrebbe invece esserci un riferimento in un documento del 1279.
Praticamente nessuna citazione fa riferimento alla posterula situata poco oltre la porta, della quale esiste una sola testimonianza che la definisce “porta Palatii”.
Il restauro più consistente, insieme a quello dell'intero tratto occidentale di mura, sembra si possa far risalire a papa Pio IV, nel 1565, che però non vide la fine dei lavori, sebbene presso la porta sia stata apposta, in memoria, una lapide con lo stemma dalla sua casata, i Medici.
Fu probabilmente chiusa e riaperta in varie occasioni, di una sola delle quali però si ha notizia, poiché un documento del 1655 riferisce che fu aperta per l'arrivo a Roma della regina Cristina di Svezia.